# Djuro Šorgić
Djuro « Georges » Šorgić est un footballeur yougoslave, né à Ruma en Serbie (ex-Yougoslavie) le 26 février 1948 et mort à Liège le 21 octobre 2012.
Ce globe-trotter évoluait au poste d'attaquant. À Los Angeles, il fut le coéquipier de George Best. 
Il fut inculpé par la justice belge pour faux et usage de faux dans le cadre d'une enquête sur des transferts douteux de joueurs au Standard de Liège.
Après sa carrière sportive, il a développé avec succès un café du centre de Liège, la « Maison du péket ».

## Carrière de joueur
- 1965-1966: NK Zadar ( Yougoslavie)
- 1967-1969: Hajduk Split ( Yougoslavie)
- 1969-1970: FC Liégeois ( Belgique)
- 1970-1971: KS Waterschei ( Belgique)
- 1971-1973: SM Caen ( France)
- 1973-1975: KSC Hasselt ( Belgique)
- 1975-1976: RAA Louviéroise ( Belgique)
- 1976: San José Earthquakes ( États-Unis)
- 1976-1977: Los Angeles Aztecs ( États-Unis)
- 1976-1977: Toronto Croatia ( Canada)